# Château des Maîtres de Forges
Le château des Maîtres de Forges ou maison des Maîtres de Forges, appelé communément château de Chanxhe est un château classé situé dans le village de Chanxhe faisant partie de la commune de Sprimont en province de Liège (Belgique).

## Localisation
Le château se situe aux nos 72-74-76 de la rue Rodolphe Bernard à Chanxhe. Le château se trouve au sud du village de Chanxhe en direction de Rivage, en bordure de la rive droite de l'Ourthe entre l'église et la carrière de Chanxhe (Sagrex).

## Historique
Le château est bâti en 1756 pour Marie-Anne-Françoise de Lezaack, veuve de Philippe-Joseph de Hauzeur. En 1862, François Dehan rachète le bien à la famille De Lezaack. Il s'y installe avec sa famille et y aménage une scierie pour petit granit dans le pavillon nord.
À l'origine, ce château faisait partie d'un ensemble industriel de quatre ailes placées en carré dont trois étaient principalement occupées par des forges. De ce passé industriel, subsiste l'aile sud, perpendiculaire au château et séparée de celui-ci par une grille en fer forgé.
Au XVIIIe siècle, les forges étaient spécialisées dans la fabrication de taques de cheminées, de poids de balance et de chaudrons en fer.

## Description
Ce bâtiment de taille relativement modeste pour un château (environ 18 m sur 10 m) est réalisé dans le style néo-classique en brique avec un haut soubassement et des encadrements en pierre calcaire. La façade arrière (façade ouest, côté Ourthe) est la plus visible. Elle possède cinq travées et deux niveaux sur caves hautes. La travée centrale, légèrement en ressaut, est limitée par des pilastres à refends et est surmontée d'un fronton triangulaire percé d'un oculus. La façade avant est similaire à la façade arrière mais comporte un perron menant à la porte d'entrée ainsi qu'un fronton reprenant les armoiries de la famille Hauzeur-Lezaack. Deux petits pavillons carrés se situent de part et d'autre de la façade. L'aile sud entièrement réalisée en pierre calcaire possède un pignon comprenant un oculus. Un parc arboré s'étend devant la façade avant.

## Classement
Le château de Chanxhe ainsi que l'ensemble formé par ce château, l'église et les terrains environnants sont classés comme monument depuis le 4 novembre 1981.